# БМК-150
БМК-150 - буксирно-моторный катер.

Буксирно-моторный катер БМК-150 предназначен для обслуживания понтонных парков, а также для выполнения различных вспомогательных работ.

Катер входил в состав понтонных парков ЛПП, ТПП, ПМП.

## Техническое описание
Катер БМК-150 представляет собой легкое двухвинтовое судно. Основными элементами катера являются корпус и механическая установка. Кроме того, катер имеет электрооборудование и необходимые устройства.

Корпус катера состоит из поперечного и продольного наборов и обшивки.

Поперечный набор образуется шпангоутами разделяющими корпус на 30 шпаций.

Продольный набор состоит из форштевня, днищевых ребер жесткости, подпалубных карлингсов, скуловых и палубных стрингерных угольников.

Поперечный и продольный наборы изготовлены из профильного и листового дюралюминия.

Обшивка днища и бортов, настил палубы и транец катера выполнены из листового дюралюминия.

Механическая установка катера состоит из двух судовых двигателей, двух реверс-редукторов и валопроводов с гребными винтами.
Судовой двигатель М51 СПЭ-3,5 представляет собой автомобильный двигатель ГАЗ-51, конвертированный для работы в судовых условиях.
На катере установлены 4 аккумуляторные батареи типа 3-СТ-70.

Устройства катера.

К устройствам катера относятся:
- рулевое устройство;
- приспособление для толкания;
- якорное устройство;
- швартовное устройство;
- транспортировочное устройство;
- система осушения;
- съемный тент;
- транспортировочный тент.

Транспортировочное устройство состоит из двух подвесок и дышла.

Якорное устройство включает якорь системы Матросова весом 7,4 кг и якорный пеньковый канат.

Приспособления для толкания паромов состоит из дышла, швартовой стойки и шарнирного устройства.

Буксирное устройство включает буксирную стойку, расцепной буксирный гак, буксирные арки и стальной буксирный трос длиной 50 м.

Система осушения состоит из ручного насоса, всасывающего и нагнетательного трубопроводов.

### Технические характеристики
- длина – 8,2 м;
- ширина без колесных устройств – 2,55 м;
- ширина с колесными устройствами – 2,7 м;
- высота с ветровым стеклом и прожектором (без колесных устройств – 2 м;
- высота в транспортном положении (на колесных устройствах) – 2,75 м;
- вес без заправки без колесных устройств и дышла – 2,27 т;
- вес без заправки с колесными устройствами и дышлом – 3 т;
- осадка при полном водоизмещении – 0,65 м;
- тяговое усилие на швартовых на переднем ходу – 1500 кг;
- тяговое усилие на швартовых на заднем ходу – 700 кг;
- максимальная скорость хода порожнем – 22 км/ч;
- максимальная скорость хода при буксировке груженого 50-т перевозного парома из парка ТПП – 9 км/ч;
- число двигателей – 2;
- марка двигателя – М51 СПЭ-3,5;
- эксплуатационная мощность – 62 л. с. при 2600 об/мин;
- расход топлива при работе двух двигателей на эксплуатационной мощности – 47 л/ч;
- общая ёмкость двух баков – 240 л;
- длительность хода с полной заправкой при работе двух двигателей – 5,5 ч;
- расчет – 2 чел;
- число штатных пассажирских мест – 4;
- десант (при расположении в отсеке управления и на палубе), не считая расчет – 34 чел;